# Nasher
Los Nasher  son una familia noble afgana y "Khans" de la tribu Kharoti (Ghilzai). La familia es originaria de Intel, Ghazni pero fundada hoy en día Kunduz a principios del siglo XX y vivió allí hasta el final de la monarquía Durrani a finales del siglo XX. Miembros de la familia viven ahora en Estados Unidos, Inglaterra y Alemania.

## Orígenes e historia
Los Nasher se relacionan a menudo con la antigua dinastía Gaznávida.
Los Gaznávidas (en persa: غزنویان‎) fueron una dinastía turco-persa de origen mameluco que esculpió un imperio, en sus mayor parte sentencia las partes grandes de Persia, de Transoxania y las partes norteñas de la subcontinente indio de 977 a 1186 d.C. Cuando la dinastía Ghaznavid fue derrotada en 1148 por los Ghurids, los sultanes Ghaznavid continuaron viviendo en Ghazni.
En resumen, no hay ninguna evidencia de un linaje continuo de los Nasher.
La primera mención confirmada de los Nasher data del año 1709, cuando la tribu pastún Ghilzai, bajo Khan Nasher, derrocó la dinastía safávida y estableció la dinastía Ghilzai-Hotaki, la cual controló Afganistán y Persia desde 1719 hasta 1729 A.D., cuando Nadir Shah de Persia conquistó el poder en la Batalla de Damghan.
Los Nasher vivieron entonces (a menudo aun nombrados como Gaznávidas) Khans de los Kharoti  (Pastún: خروټی), una tribu pastún de origen Ghilzai, con una población estimada de unos 5,5 millones, convirtiéndose en una de las tribus más grandes de Afganistán, con territorio significativo a lo largo del este y sudeste de Afganistán: Ghazni, Zabul, Paktia, Khost, Logar, Wardak, Kabul y Nangarhar.

## En la historia moderna
A principios del siglo XX, Sher Khan Nasher, Khan, de la tribu Kharoti y gobernador del distrito de Kunduz lanzó una campaña de industrialización, fundador de la compañía Spinzar, con mayor desarrollo urbano y los programas de construcción.
El desarrollo económico había transformado Kunduz en una ciudad próspera con nuevas viviendas, escuelas y hospitales para los trabajadores de la fábrica.
Nasher Sher Khan también implementó el puerto Qizel Qala que más tarde fue nombrado Sher Khan Bandar en su honor.
Sher Khan sobrino e hijastro Gholam Serwar Nasher desarrollaron Spinzar además, emplea a 30.000 personas y el mantenimiento de las empresas de construcción, una fábrica de porcelana y hoteles en Kunduz y en todo Afganistán.
Como Khan, de la Kharoti, Nasher apoyado tipo Kharoti Hafizullah Amin, que más tarde se convirtió en Presidente de Afganistán, apoyo financiero en su campaña.
Mucho antes de que se convirtiera en un radical, tipo Nasher enviado Kharoti Hekmatyar a Kabul famosa Academia militar Mahtab Qala  en 1968, que él consideraba que era un joven prometedor. Tras su expulsión de Mahtab Qala, lo encerraron brevemente por jugar con la ideología comunista.
El actual gobernador del distrito de Kunduz es Nizamuddin Nasher Khan, considerado el "último descendiente de una dinastía afgana legendaria" todavía viven en Kunduz.
El más popular cantante afgano, Nasher Farhad Darya, es el nieto de Sher Khan.

## Notables miembros de la familia
- Sher Khan Nasher Loe Khan, fundador de la empresa de algodón Spinzar y padre fundador de Kunduz
- Gholam Serwar Nasher Khan (1922-1984), Presidente de la compañía de algodón Spinzar
- Gholam Nabi Nasher Khan (1926 – 2010), parlamentario
- Gholam Rabani Nasher Khan (1940-), miembro de la Loya Jirga
- Nizamulldin Nasher Khan (1960-), gobernador del distrito de Kunduz
- Farhad Darya Nasher Khan (1962-), cantante y compositor
- Jack Nasher Khan (1979-), psicólogo de negocios

## Ciudades y lugares bautizado el Nasher
- Sher Khan Bandar, puerto más grande de Afganistán
- Qal'eh-ye Nasher
- Sher Khan High School, Kunduz
- Museo Nasher, Kunduz